# Parque nacional Cabo Upstart
Cabo Upstart es un parque nacional en Queensland (Australia), ubicado a 1016 km al noroeste de Brisbane.

## Datos
- Área: 84,80 km²
- Coordenadas: 19°42′48″S 147°45′39″E / -19.71333, 147.76083
- Fecha de Creación: 1969
- Administración: Servicio para la Vida Salvaje de Queensland
- Categoría IUCN: II

Véase también:
- Zonas protegidas de Queensland

- Datos: Q1034249
- Multimedia: Cape Upstart National Park / Q1034249